# Pluduno
Pour les articles homonymes, voir Lesquen.
Pluduno [plydyno] est une ancienne commune du département des Côtes-d'Armor, dans la région Bretagne, en France.
Au 1er janvier 2025, la commune fusionne avec Pléven pour former la commune de Val-d'Arguenon.

## Géographie

### Localisation
Pluduno est située entre Dinan et Lamballe, à 3 km à l'ouest de Plancoët.

### Communes limitrophes
|          | Saint-Pôtan         | Saint-Lormel |
| Landébia | Pluduno             | Plancoët     |
| Pléven   | Plorec-sur-Arguenon | Bourseul     |

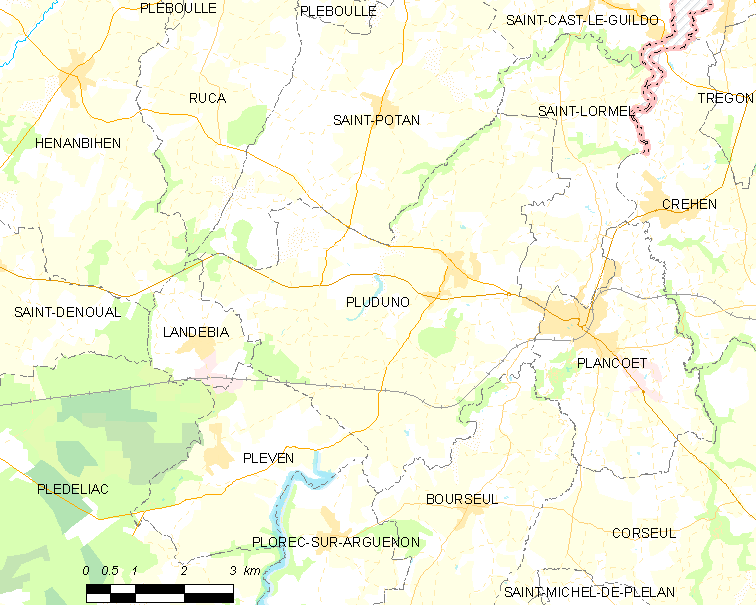
Carte de l'ancienne commune de Pluduno et des communes avoisinantes.

Pluduno est une ancienne commune de vaste superficie, située dans la partie nord-est du département des Côtes-d'Armor.

### Lieux-dits, hameaux et écarts
- Nombreux hameaux et lieux-dits dont Lesquen, la Ville Échet, le Bois Feuillet, le Guébriand...

### Hydrographie
Pour un article plus général, voir Réseau hydrographique des Côtes-d'Armor.
La commune est située dans le bassin Loire-Bretagne. Elle est drainée par l'Arguenon et le Guébriand,.
L'Arguenon, d'une longueur de 53 km, prend sa source dans la commune du Mené et se jette  dans la Manche en limite de Saint-Cast-le-Guildo et de Saint-Jacut-de-la-Mer, après avoir traversé dix communes. 
Le Guébriand, d'une longueur de 20 km, prend sa source dans la commune de Plédéliac et se jette  dans la baie de l'Arguenon en limite de Saint-Lormel et de Saint-Cast-le-Guildo, après avoir traversé six communes. 
Un plan d'eau complète le réseau hydrographique : l'étang du Guébriand (7,4 ha),.
- Le Guébriand, et l'étang du Guébriand (retenue d’eau).
- l'Arguenon en limite sud-est de la commune. Ce fleuve côtier fut navigué jusqu'à Pluduno jusque vers la fin du XIXe siècle, permettant depuis Le Guildo d'importer notamment le maërl et d'exporter les productions agricoles

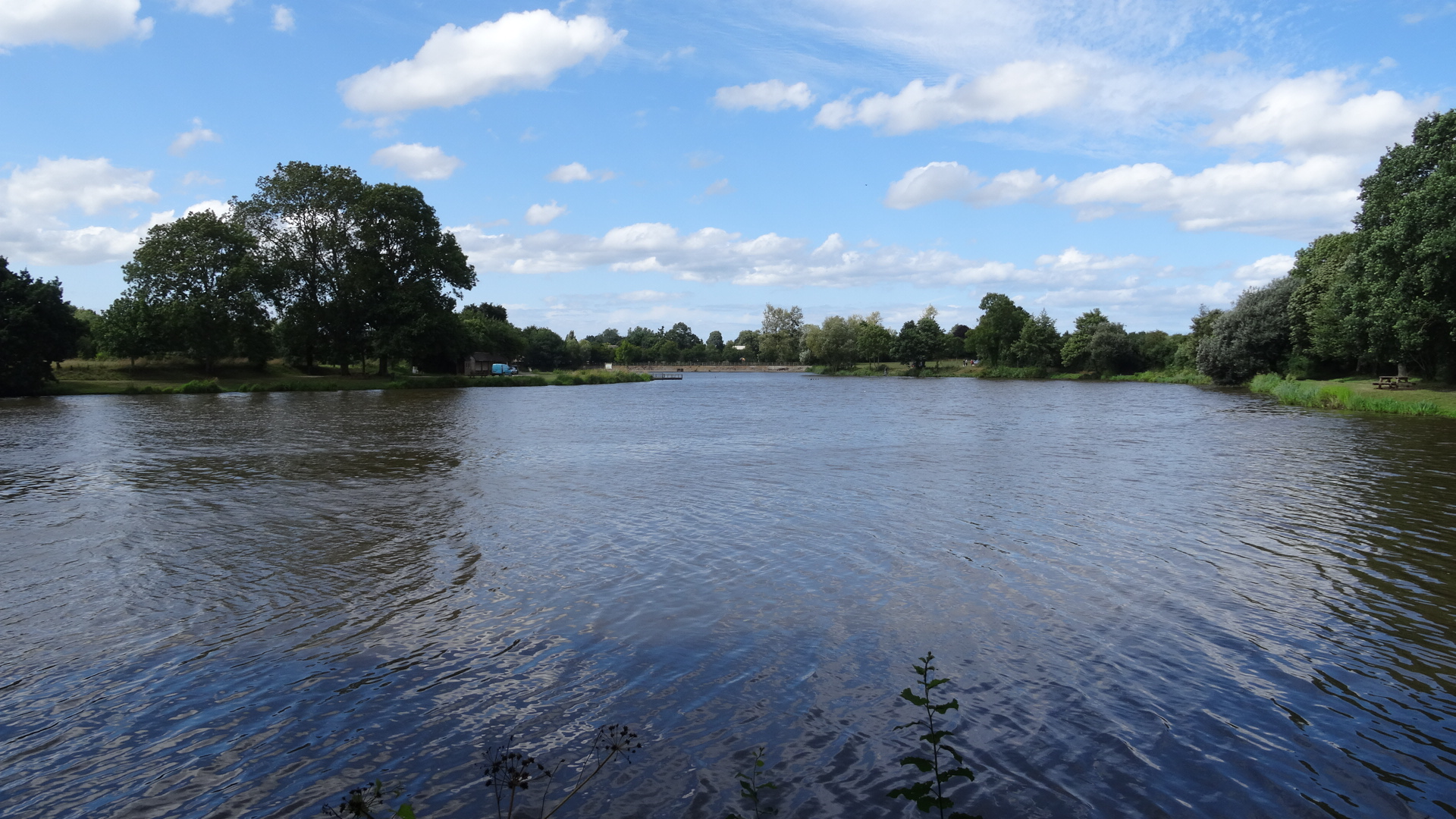
L'étang de Guébriand.
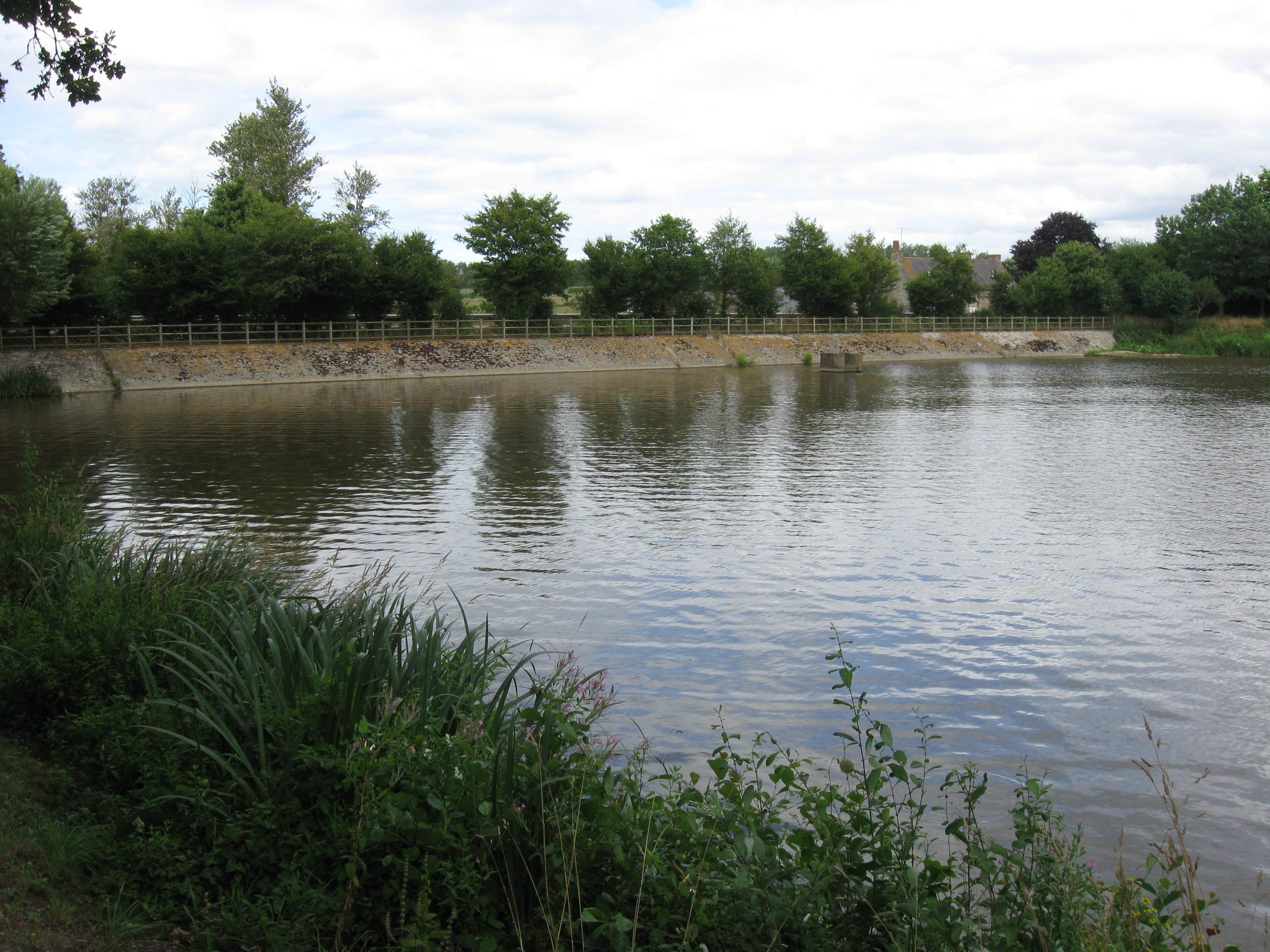
L'étang de Guébriand et sa digue.

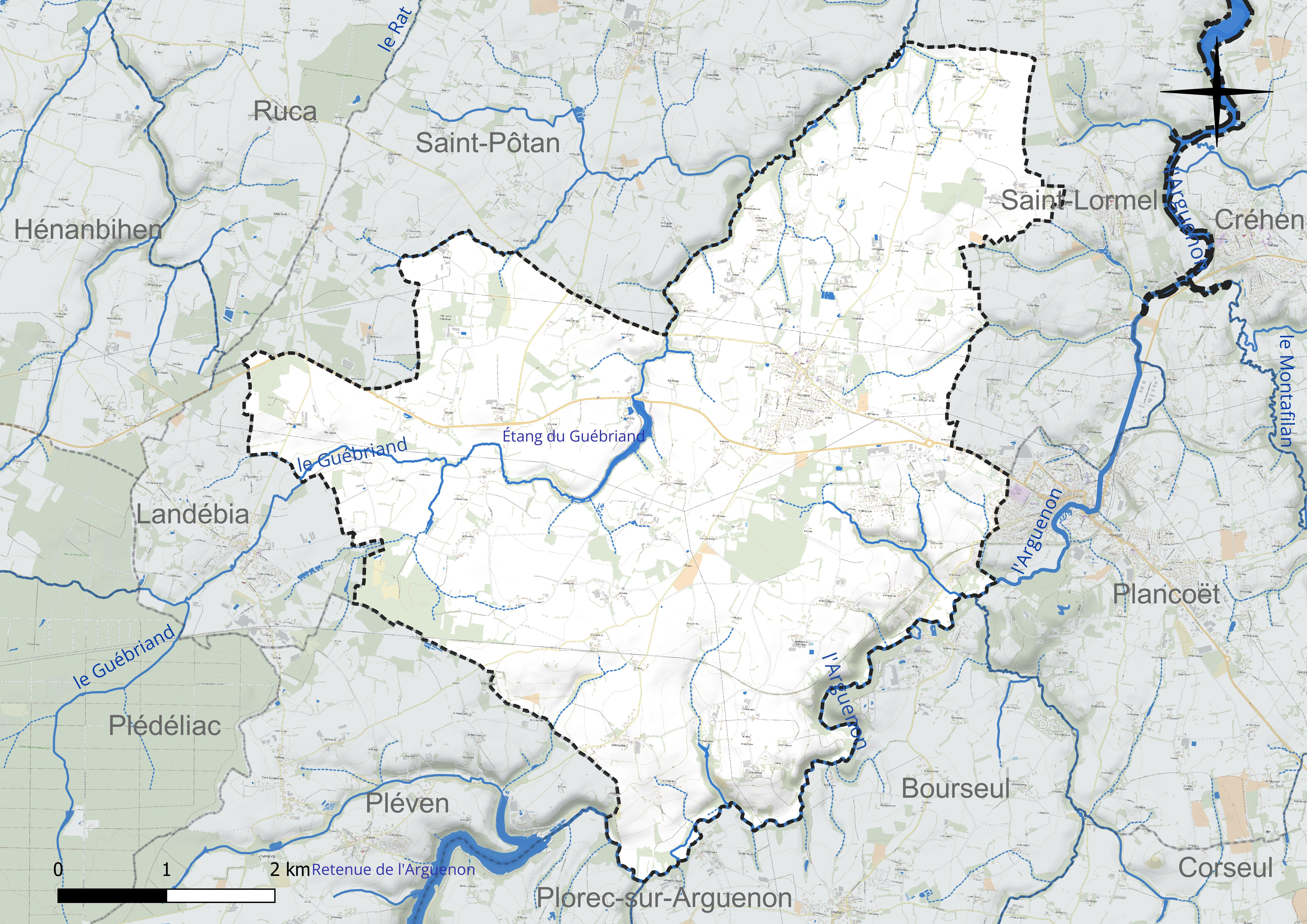
Réseau hydrographique d'Val-d'Arguenon.

### Climat
Pour des articles plus généraux, voir Climat de la Bretagne et Climat des Côtes-d'Armor.
En 2010, le climat de la commune est de type climat océanique franc, selon une étude du CNRS s'appuyant sur une série de données couvrant la période 1971-2000. En 2020, Météo-France publie une typologie des climats de la France métropolitaine dans laquelle la commune est exposée à un climat océanique et est dans une zone de transition entre les régions climatiques « Finistère nord  » et « Bretagne orientale et méridionale, Pays nantais, Vendée ». Parallèlement l'observatoire de l'environnement en Bretagne publie en 2020 un zonage climatique de la région Bretagne, s'appuyant sur des données de Météo-France de 2009. La commune est, selon ce zonage, dans la zone « Intérieur », exposée à un climat médian, à dominante océanique.
Pour la période 1971-2000, la température annuelle moyenne est de 11,4 °C, avec une amplitude thermique annuelle de 11,4 °C. Le cumul annuel moyen de précipitations est de 726 mm, avec 12,7 jours de précipitations en janvier et 6,4 jours en juillet. Pour la période 1991-2020, la température moyenne annuelle observée sur la station météorologique la plus proche, située sur la commune de Quintenic à 12 km à vol d'oiseau, est de 11,6 °C et le cumul annuel moyen de précipitations est de 769,8 mm,. Pour l'avenir, les paramètres climatiques de la commune estimés pour 2050 selon différents scénarios d'émission de gaz à effet de serre sont consultables sur un site dédié publié par Météo-France en novembre 2022.

## Urbanisme

### Typologie
Au 1er janvier 2024, Pluduno est catégorisée commune rurale à habitat dispersé, selon la nouvelle grille communale de densité à 7 niveaux définie par l'Insee en 2022.
Elle appartient à l'unité urbaine de Plancoët, une agglomération intra-départementale dont elle est une commune de la banlieue,. La commune est en outre hors attraction des villes,.

### Occupation des sols
L'occupation des sols de la commune, telle qu'elle ressort de la base de données européenne d’occupation biophysique des sols Corine Land Cover (CLC), est marquée par l'importance des territoires agricoles (90,8 % en 2018), en diminution par rapport à 1990 (92,4 %). La répartition détaillée en 2018 est la suivante : 
terres arables (64,1 %), zones agricoles hétérogènes (19 %), prairies (7,7 %), forêts (5,6 %), zones urbanisées (3,6 %). L'évolution de l’occupation des sols de la commune et de ses infrastructures peut être observée sur les différentes représentations cartographiques du territoire : la carte de Cassini (XVIIIe siècle), la carte d'état-major (1820-1866) et les cartes ou photos aériennes de l'IGN pour la période actuelle (1950 à aujourd'hui).

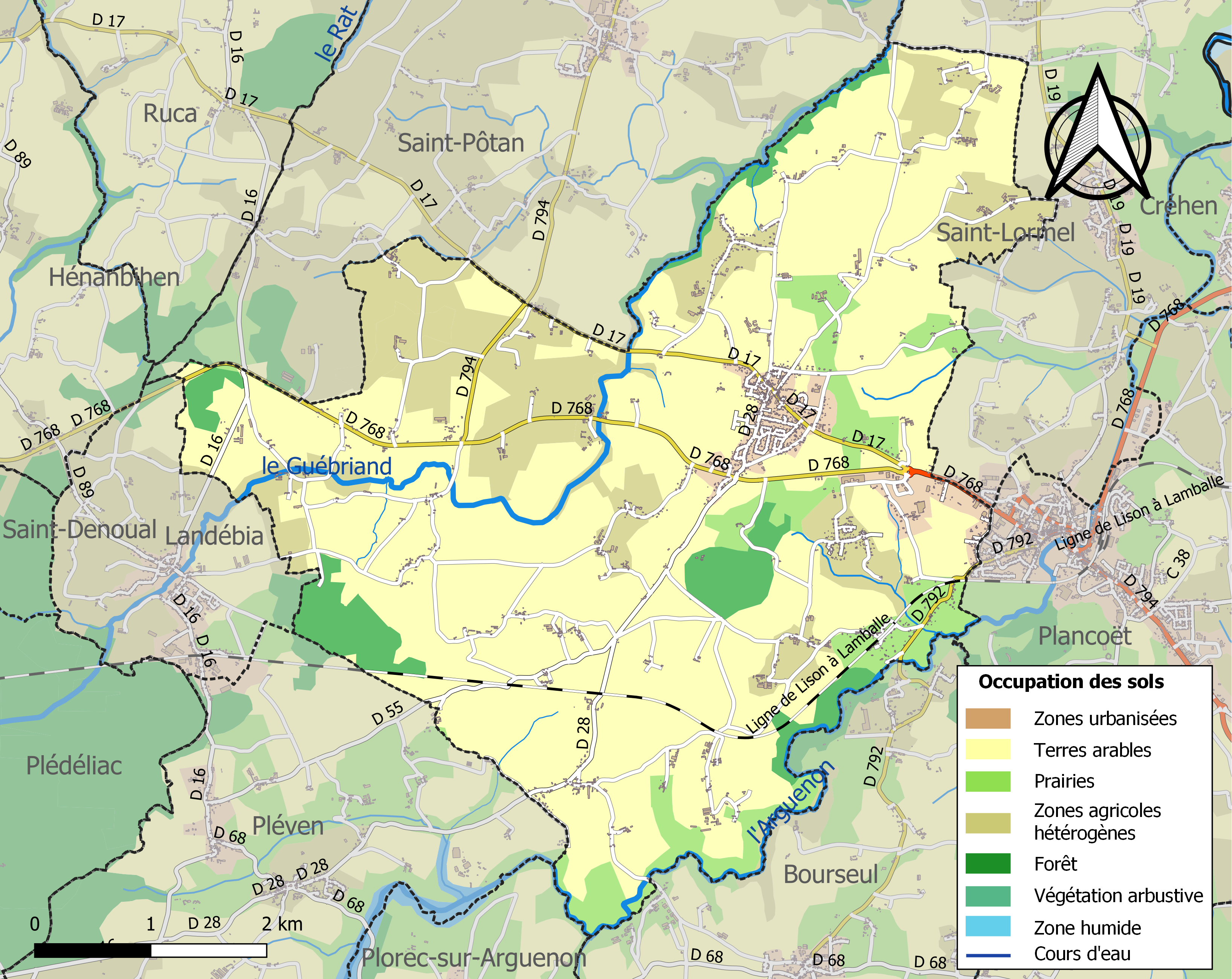
Carte des infrastructures et de l'occupation des sols de la commune en 2018 (CLC).

## Toponymie
Le nom de la localité est attesté sous les formes Ecclesia de Pludunou vers 1330, Parochia de Pledunou en 1341, Pluduno en 1423 et 1516, Pleduno en 1630.
Le nom de la localité vient du breton plou (« paroisse ») et de dun (« position élevée ») ; d'autres hypothèses ont été émises, notamment celle d'un saint éponyme qui serait saint Huneau ou Tudno, un saint d'origine galloise, qui aurait vécu au VIe siècle, mais cette hypothèse ne se base sur aucune preuve historique.
Pyeudeno en gallo.
La forme bretonne actuelle proposée par l'Office public de la langue bretonne est Pludunoù.

## Histoire

### Antiquité
La voie romaine de Corseul à Erquy passait par Pluduno ; certains toponymes en rappellent le tracé comme "La Millière" (une borne milliaire y a été trouvée) ; elle a été utilisée par la suite au Moyen-Âge sous le nom de "Chemin ferré" ou "Chemin chaussé" et empruntée par les pèlerins (comme l'attestent des toponymes comme Ville-Pèlerin, Saint-Roch (saint Roch était le patron des pèlerins) et La Madeleine (sans doute une maladrerie dédiée à sainte Marie Madeleine) ;

### Moyen-Âge
Pluduno fut peut-être la plus grande et la plus importante paroisse de Penthièvre au Moyen-Âge. La paroisse initiale englobait Landébia, Saint-Lormel et Plancoët.
Le "trésor de Pluduno", constitué de plusieurs monnaies anciennes des XIe siècle, XIIe siècle et XIIIe siècle, est découvert en 1881 et déposé au Musée d'Archéologie nationale de Saint-Germain-en-Laye.
Le château de Guébriand appartenait en 1280 à Guillaume Budes, chevalier et seigneur d'Uzel et resta jusqu'au milieu du XVIIe siècle dans cette famille, dont le membre le plus illustre fut Jean-Baptiste Budes de Guébriant (né à Saint-Carreuc), maréchal de France, blessé à mort lors du siège de Rottweil en 1643, mort sans enfant ; sa nièce Renée de Guébriand hérita du domaine qui passa, en raison de son mariage dans les mains de Sébastien III de Rosmadec (1658-1700), marquis de Molac, gouverneur de Nantes.
Charles de Blois donna en 1341 le domaine de la Ville-Hamon à Étienne Goyon en raison de ses services lors de la Guerre de succession de Bretagne. En 1440 la Ville-Robert appartenait à Alain de Saint-Méloir.

### Temps modernes
Pendant les Guerres de la Ligue, Gilles Bédée, qui commandait pour le Roi le château de Guébriant fut tué dans une embuscade au Pont-Pénelle 22 décembre 1596 par un ligueur François Bernard, sieur de l'Isle-Aval. 
Le château de Monchoix est construit en 1759. 
Quatre chapelles existaient dans la paroisse avant 1789 : celle de la Ferté, considérée comme église tréviale, Saint-Aydes (dans le village du même nom, en ruine après la Révolution française), Saint-Eutrope (dans le village d'Iryac (vendue comme bien national pendant la Révolution et démolie), Saint-Roch (aussi démolie, mais reconstruite après la Révolution en 1833). Outre le château de Guébriand, il existait trois manoirs : le Bois-Feuillet, la Ville-Meneuc et Monchoix. Les propriétaires du Bois-Feillet et de Monchoix prétendaient concurremment à la seigneurie de Pluduno ; ceux du Bois-Feillet avaient des titres plus certains et on portait leurs bannières lors de la procession de la Fête-Dieu.

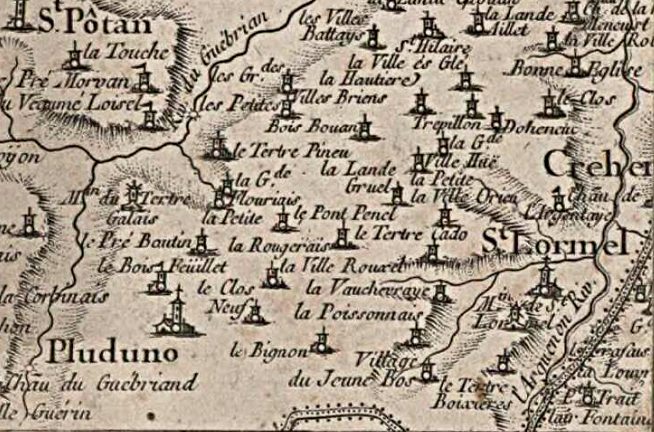
Carte de Cassini de Pluduno et Saint-Lormel (parties nord) datant de 1775 environ.

En 1778 une épidémie de choléra fait 182 morts à Pluduno.
Jean-Baptiste Ogée décrit ainsi Pluduno en 1778 :

« Pluduno ; à 8 lieues à l'Est de Saint-Brieuc, son évêché ; à 14 lieues de Rennes;  et à 4 lieues de Lamballe, sa subdélégation. Cette paroisse ressortit à Jugon, et compte 1 400 communiants ; la cure est à l'alternative : le Pré-Morvan , haute justice, et le Plessis-Men, moyenne justice, à M. L'Anglois Dupré-Morvan ; le Rocher, moyenne justice , à M. Vincent des Guimerays. (..) Ce territoire, coupé de ruisseaux qui vont se jeter dans la mer, produit du grain, du foin, du lin, et du cidre. »

Jean-Baptiste Ogée indique aussi qu'en 1778 la Mettrie-Martin appartient à M. Bédé du Bois-Berand et cite plusieurs autres maisons nobles : la Ville-Menue (à M. de Lesquen), le Bois-Feuillet, Mont-Plaisir, la Grignardais, Saint-Père, le Plessis-Tréhen , la Ville-Roux et la Ville-Briand.

### LeXIXesiècle
En 1841 une petite partie du territoire de Pluduno est annexée par Plancoët.
A. Marteville et P. Varin, continuateurs d'Ogée, décrivent ainsi Pluduno en 1853 :

« Pluduno (sous l'invocation de saint Pierre) : commune formée de l'ancienne paroisse de ce nom ; aujourd'hui succursale. (..) Principaux villages : la Grignardais, la Ville-Echet, la Ville-Guérin, la Morvenais, la Ville-Neuve, la Fleuriais, la Bois-Feillet, la Ville-Briend, Croix-Landier, les Clos, la Saudrée, la Touche-Riche-Bois, la Ville-Robert, la Ville-Batais, la Ville-Mainguen, Leumélon, Bellanray, le Clos-Collin, le Kerpont, la Ville-Meneuc, Saint-Pierre, la Grosserais, la Ville-Varet, la Haute-Goupillière, le Bois-Jançon, la Ville-Robert, le Heny, Saint-Aydes, la Chapelle, le Violay, la Rougerais, la Rouvrais, Iryac, Guébriant. Superficie totale 3 423 hectares, dont (..) terres labourables 2 572 ha, prés et pâturages 193 ha, bois 167 ha, vergers et jardins 55 ha, landes et incultes 254 ha, étangs 13 ha (..). Moulins : 7 (du Tertre -Gulais, à vent ; de la Chapelle, de Dieudy, de Bellanray, de Guébriant, à eau. L'église de Pluduno date de 1470 (..). Monchoix est un château moderne, qui a été construit près de la Mettrie-Martin (..) devenu une maison de ferme ; de beaux bois et de larges avenues environnent cette habitation. On remarque encore en Pluduno les maisons du Plessis-Méen et du Bignon. (..) Cettr commune, coupée en deux par la route de Lamballe à Plancoët, dans la direction ouest-est, est aussi bordée par l'Arguenon, et profite de ces deux voies pour faire de nombreuses exportations de pommes et de bois, tant pour le chauffage que pour la construction. Le sol présente une surface accidentée, et qui donne naissance à de gracieux points de vue. Les bords de l'Arguenon offrent aussi de hardis paysages, dans lesquels des rochers nus, suspendus au-dessus du cours de la rivière, mêlent leur aridité à la verdure des collines boisées. Géologie : granite ; roche amphibolique dans le sud-ouest. On parle le français [en fait le gallo]. »

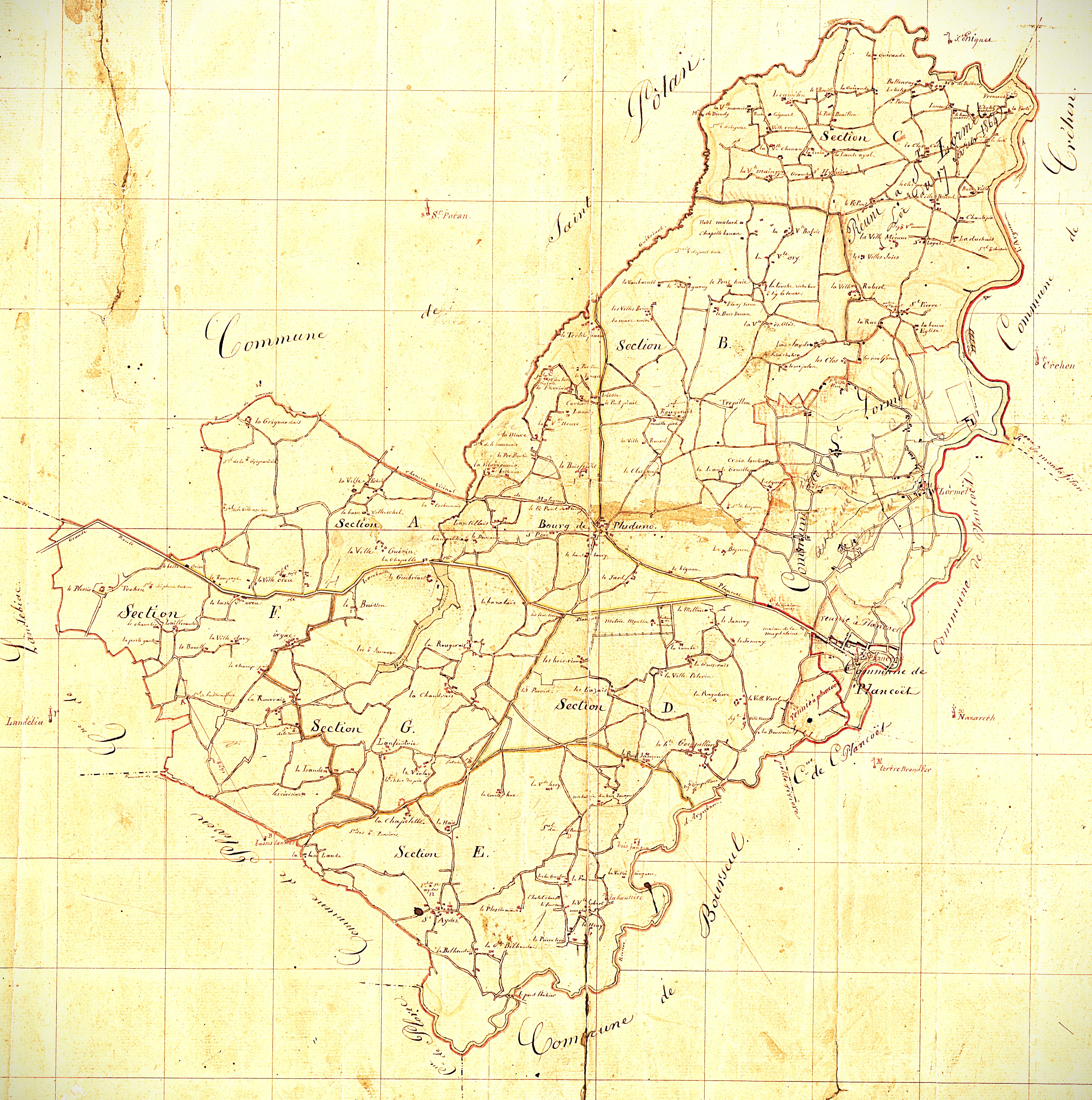
Pluduno ː tableau d'assemblage du cadastre de 1827. On y distingue au nord et à l'est les parties de la commune qui furent annexées par Saint-Lormel en 1864.

Dans une pétition datée du 29 mai 1863 et adressée au préfet des Côtes-du-Nord, des habitants de Pluduno déclarent : « Séparés de leur chef-lieu par des distances considérables qui varient entre 6 et 7 km pour les piétons, ils éprouvent les plus grandes difficultés de communication par suite de l'absence ou du mauvais état des routes. Pour arriver avec voiture au bourg de Pluduno, ils sont forcés de parcourir 9 kilomètres et de passer par les communes de Saint-Lormel et Plancoët. Ce chemin vicinal demeurant constamment impraticable, il en résulte que les enfants sont souvent empêchés de fréquenter l'école (..). Par ailleurs une partie notable des pétitionnaires se voient fréquemment empêchés de se rendre aux offices religieux (..). Pour les inhumations, le transport des cercueils devient excessivement pénible (..) ». Des demandes analogues avaient déjà vainement été faites en 1842, 1849 et 1854. La demande est enfin acceptée en 1864 et la section du Val rattachée à la commune de Saint-Lormel.
Cette modification territoriale, effective en 1864, fit passer Pluduno de 3 396 à 2 812 hectares et de 2 326 à 1 919 habitants.
Joachim Gaultier du Mottay écrit en 1862 que Pluduno possède une école de garçons (ouverte en 1848) ayant 64 élèves et une de filles en ayant 103, que son territoire est plat et uni au centre, mais accidenté au nord et à l'est sur les bords de la rivière de Guébriand et de l'Arguenon, que la chapelle de Bois-Robert est desservie régulièrement et celle de la Ville-Guérin quelquefois. Il indique aussi qu'on voit encore les restes des châteaux de Boisfeuillet et de Guébriand et les châteaux modernes de Monchoix, de la Ville-Robert, de la Ville-Meneuc, de la Ville-Guérin, du Bignon et du Plessix-Méen. Il précise aussi qu'« on embarque, sur l'Arguenon, au Petit-Marais et à la Nouette, des grains pour être exportés par le port du Guildo ».
Charles de Margeot de Villemeneuc développa l'élevage des chevaux de course, activité qui perdura jusque pendant l'Entre-deux-guerres.
La nouvelle église paroissiale est construite en 1863-1864 ; elle est consacrée en 1877 et sa flèche est achevée en 1886.
En 1880 est construit le tronçon de la ligne ferroviaire de Lison à Lamballe qui traverse la partie sud de la commune ; mais Pluduno ne possède pas de gare, la plus proche étant la gare de Plancoët.

### LeXXesiècle

#### La Belle Époque

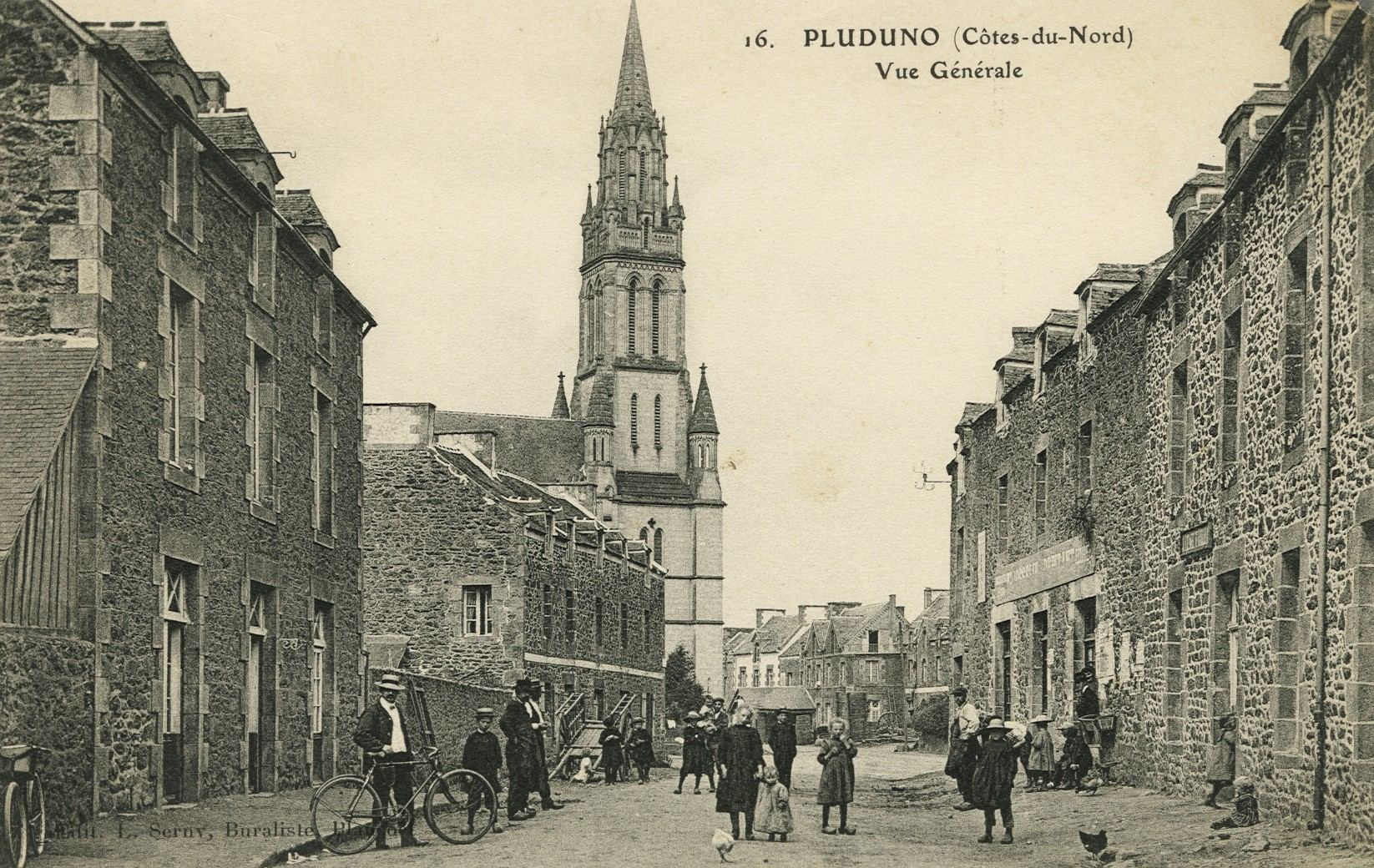
Le bourg de Pluduno vers 1905 (carte postale).

#### La Première Guerre mondiale
Le monument aux morts de Pluduno porte les noms de 73 soldats morts pour la Patrie pendant la Première Guerre mondiale ; parmi eux 6 sont morts en Belgique (Maurice Faucheux, Isaïe Guéhenno, Marie Ange Oisel et Aristide Perrée dès le 22 août 1914, Georges Camaret le 10 novembre 1914 et Julien Bourdonnais le 5 mai 1918) ; Bernard de Courville, sous-lieutenant, grièvement blessé  au front, est mort en captivité en Allemagne le 18 janvier 1915, fait chevalier de la Légion d'honneur et décoré de la Croix de guerre ; Joseph Dubouays est mort de maladie en 1915 en Tunisie ; tous les autres sont morts sur le sol français dont Charles du Boishamon, capitaine, tué à l'ennemi le 20 septembre 1916 à Bouchavesnes (Somme) fait chevalier de la Légion d'honneur et décoré de la Médaille coloniale et Pierre Drouet, soldat, mort des suites de ses blessures le 6 octobre 1914 à l'hôpital auxiliaire de Berck (Pas-de-Calais), décoré de la Médaille militaire et de la Croix de guerre.

#### L'Entre-deux-guerres

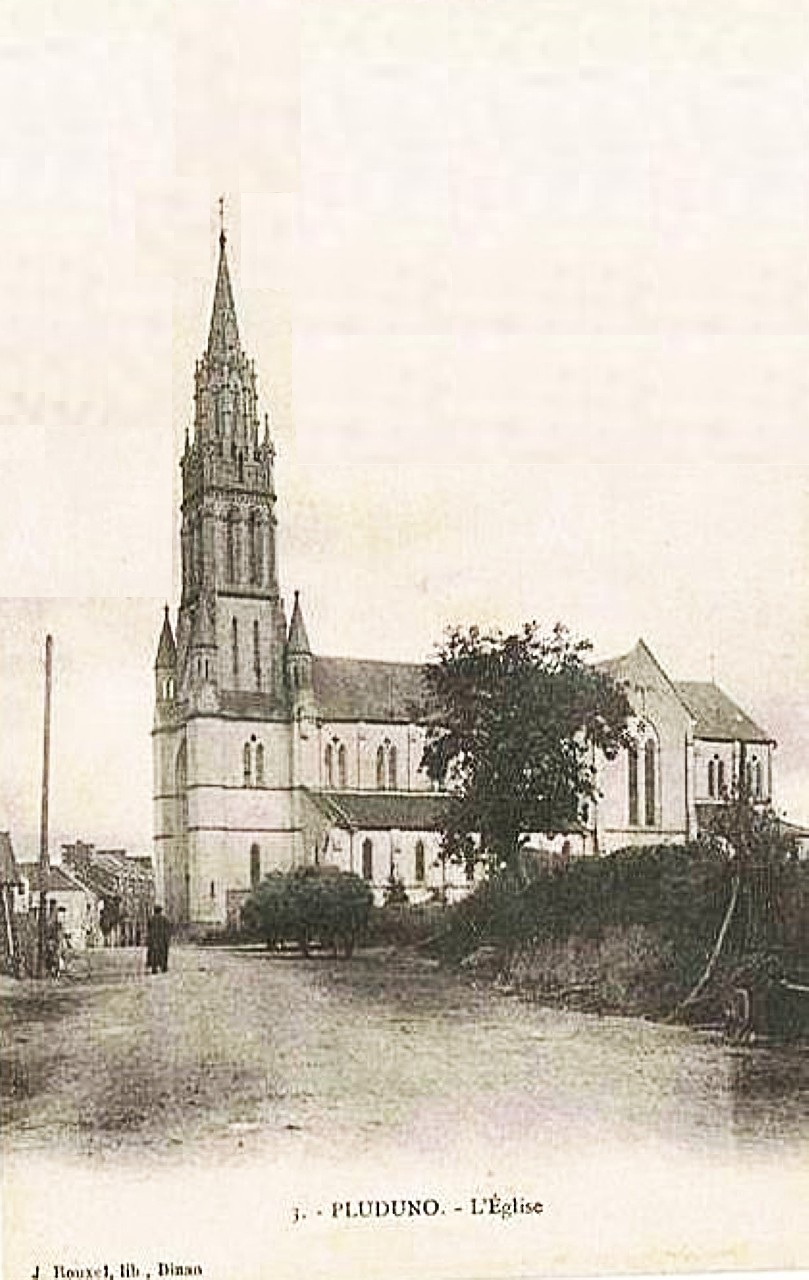
Pluduno ː l'église paroissiale Saint-Pierre vers 1925 (carte postale).

Le bourg de Pluduno est électrifié en 1925 ; les zones rurales le furent par la suite.
Mathurin Rouxel, maréchal-ferrant à Pluduno, fut fait chevalier de la Légion d'honneur en août 1928.

#### La Seconde Guerre mondiale
Le monument aux morts de Pluduno porte les noms de 9 personnes mortes pour la France durant la Seconde Guerre mondiale : deux sont des soldats morts au printemps 1940 lors de la Bataille de France (Jules Lesaignoux et André Poisson, ce dernier en Belgique) ; Joseph Dibonet, résistant, a été tué à l'ennemi le 2 août 1944 à Plancoët ; Joseph Cordon est mort alors qu'il était prisonnier de guerre en Allemagne ; Romain Carfantan est décédé  dans des circonstances inconnues à Rennes ; Eugène Besnou est une  victime civile de la guerre (tué à Rennes) de même que les trois personnes tuées le 3 août 1944 à Pluduno (ce jour-là un groupe de résistants est rassemblé près de l'église afin de participer aux combats de la libération lorsqu'un convoi Allemand arrive venant de la Ville-Echet. Les Allemands ouvrent le feu et 3 civils sont tués : Marie Levavasseur, Marie Salmon et Constant Lecrubier).

#### L'Après Seconde Guerre mondiale
Un soldat (Jean Macé) originaire de Pluduno est mort pour la France durant la Guerre d'Indochine et un autre (Eugène Besnard) est mort dans le cadre des troupes d'occupation en Autriche.
Le bourg bénéficie d'un éclairage public à partir de 1961 ; le réseau d'adduction d'eau est mis en place entre 1973 et 1977 et le remembrement effectué en 1975.

### LeXXIesiècle
En 2025, la commune fusionne avec Pléven et devient la commune nouvelle Val-d'Arguenon.

## Politique et administration

### Liste des maires
| Période                                  | Période                       | Identité                            | Étiquette   | Qualité |
| ---------------------------------------- | ----------------------------- | ----------------------------------- | ----------- | --- |
| Les données manquantes sont à compléter. |                               |                                     |             | |
| 1790                                     | 1791                          | Laurent Tourtier                    |             | Premier maire de Pluduno. |
| 1792                                     | 1793                          | Marc Civelle                        |             | |
| 1793                                     | 1796                          | Corneille O'Murphy                  |             | Petit-fils d'un immigré irlandais. Capitaine de la Compagnie française des Indes orientales. Il fut aussi maire de Saint-Pôtan. |
| 1796                                     | 1797                          | Joseph Samson                       |             | Laboureur. |
| 1797                                     | 1798                          | Pierre Le Métayer                   |             | |
| 1798                                     | 1799                          | Joseph Samson                       |             | Déjà maire en 1796-1797. |
| 1799                                     | 1800                          | Charles Salmon                      |             | Agent municipal. |
| 1800                                     | 1801                          | Joseph Samson                       |             | Déjà maire en 1796-1797 et en 1798-1799.                                                                                        |
| 1801                                     | 1803                          | René Moucet                         |             | Marchand. |
| 1803                                     | 1808                          | Joseph Salmon                       |             | |
| 1808                                     | 1816                          | Luc Brouard                         |             | Propriétaire du manoir du Plessis-Méen.                                                                                         |
| 1816                                     | 1825                          | Frédéric Rioust                     |             | Écuyer. Anobli le 22 juin 1816.                                                                                                 |
| 1825                                     | 1825                          | Alphonse Margeot de la Ville-Meneuc |             | Écrivain connu sous la Restauration pour ses positions contre les idées des Lumières et l'irreligion.                           |
| 1825                                     | 1830                          | Marie-Ange Rioust de Largentaye     |             | Fils de Frédéric Rioust, maire entre 1826 et 1825. Député entre 1849 et 1851. Maire de Saint-Lormel entre 1839 et 1856.         |
| 1830                                     | 1847                          | Luc Brouard                         |             | Déjà maire entre 1808 et 1816.                                                                                                  |
| 1847                                     | 1852                          | Jean Fourré                         |             | |
| 1852                                     | 1885                          | Charles du Boishamon                |             | Écrivain (auteur de "Marguerite de Coëtquen" et "Pierre de Rohan").                                                             |
| 1885                                     | 1912                          | Henry de Boishamon                  |             | Vicomte du Boishamon. Fils de Charles de Boishamon, maire antérieurement                                                        |
| 1912                                     | après 1922                    | Joseph Hamon                        |             | |
| mai 1925                                 | juin 1965                     | Julien Coupé                        |             | Cultivateur. |
| juin 1965                                | mars 1977                     | Henri Revel                         |             | Décédé en 2011. |
| mars 1977                                | décembre 1997 (démission)     | Jean Gaubert                        | PS          | Agriculteur Député (1985-1986, 1992-1993 et 1997-2012) Conseiller régional (1986-1992) Conseiller général (1988-2008)           |
| 17 janvier 1998                          | 23 mai 2020                   | Michel Raffray                      | PS          | Agriculteur |
| 23 mai 2020                              | En cours (au 19 janvier 2021) | Maxime Leborgne                     | DVG (ex-PS) | Chargé de clientèle |

### Jumelages
- Pluduno, est jumelé avec Sainte-Croix-aux-Mines dans le Haut-Rhin depuis l'an 2000.

## Population et société

### Démographie
L'évolution du nombre d'habitants est connue à travers les recensements de la population effectués dans la commune depuis 1793. Pour les communes de moins de 10 000 habitants, une enquête de recensement portant sur toute la population est réalisée tous les cinq ans, les populations de référence des années intermédiaires étant quant à elles estimées par interpolation ou extrapolation. Pour la commune, le premier recensement exhaustif entrant dans le cadre du nouveau dispositif a été réalisé en 2004.

En 2022, la commune comptait 2 205 habitants, en évolution de +0,46 % par rapport à 2016 (Côtes-d'Armor : +1,78 %, France hors Mayotte : +2,11 %).
| 1793  | 1800  | 1806  | 1821  | 1831  | 1836  | 1841  | 1846  | 1851  |
| ----- | ----- | ----- | ----- | ----- | ----- | ----- | ----- | ----- |
| 2 010 | 1 663 | 1 941 | 2 055 | 2 160 | 2 124 | 2 072 | 2 180 | 2 310 |

| 1856  | 1861  | 1866  | 1872  | 1876  | 1881  | 1886  | 1891  | 1896  |
| ----- | ----- | ----- | ----- | ----- | ----- | ----- | ----- | ----- |
| 2 335 | 2 326 | 1 946 | 1 940 | 2 012 | 1 956 | 1 893 | 1 873 | 1 715 |

| 1901  | 1906  | 1911  | 1921  | 1926  | 1931  | 1936  | 1946  | 1954  |
| ----- | ----- | ----- | ----- | ----- | ----- | ----- | ----- | ----- |
| 1 710 | 1 715 | 1 617 | 1 435 | 1 461 | 1 443 | 1 484 | 1 427 | 1 444 |

| 1962  | 1968  | 1975  | 1982  | 1990  | 1999  | 2004  | 2006  | 2009  |
| ----- | ----- | ----- | ----- | ----- | ----- | ----- | ----- | ----- |
| 1 443 | 1 389 | 1 447 | 1 578 | 1 692 | 1 681 | 1 777 | 1 858 | 2 016 |

| 2014  | 2019  | 2022  | - | - | - | - | - | - |
| ----- | ----- | ----- | - | - | - | - | - | - |
| 2 153 | 2 188 | 2 205 | - | - | - | - | - | - |

## Économie
La Commune rurale est très active, l'agriculture est omniprésente dans le paysage avec de nombreuses installations de jeunes agriculteurs.

## Culture locale et patrimoine

### Lieux et monuments
- le château de Monchoix, XVIIIe siècle,  Inscrit MH (2004, le château en totalité (cad. ZP 60)), visitable toute l'année sur rendez-vous[37].

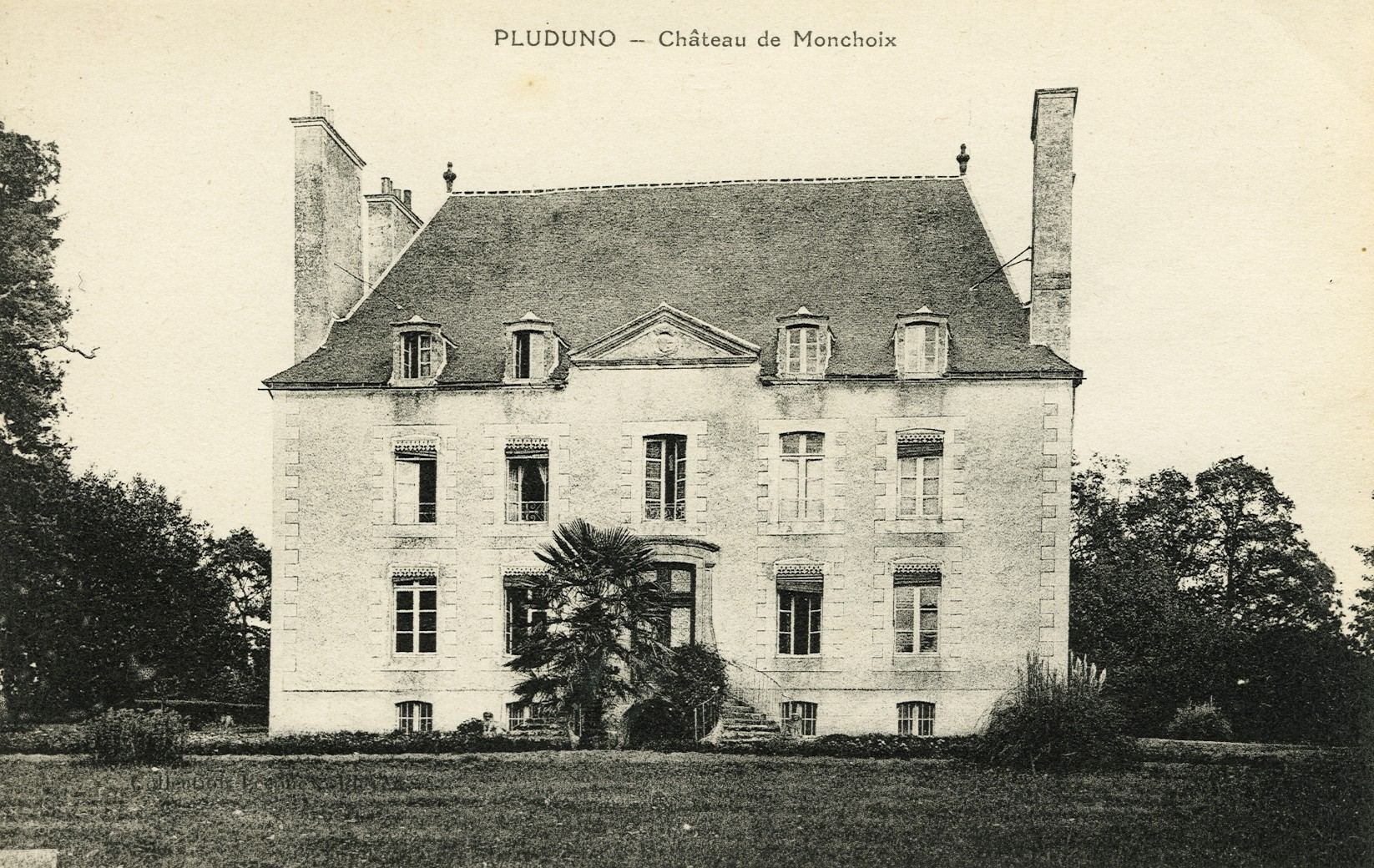
Le château de Monchoix vers 1920 (carte postale).
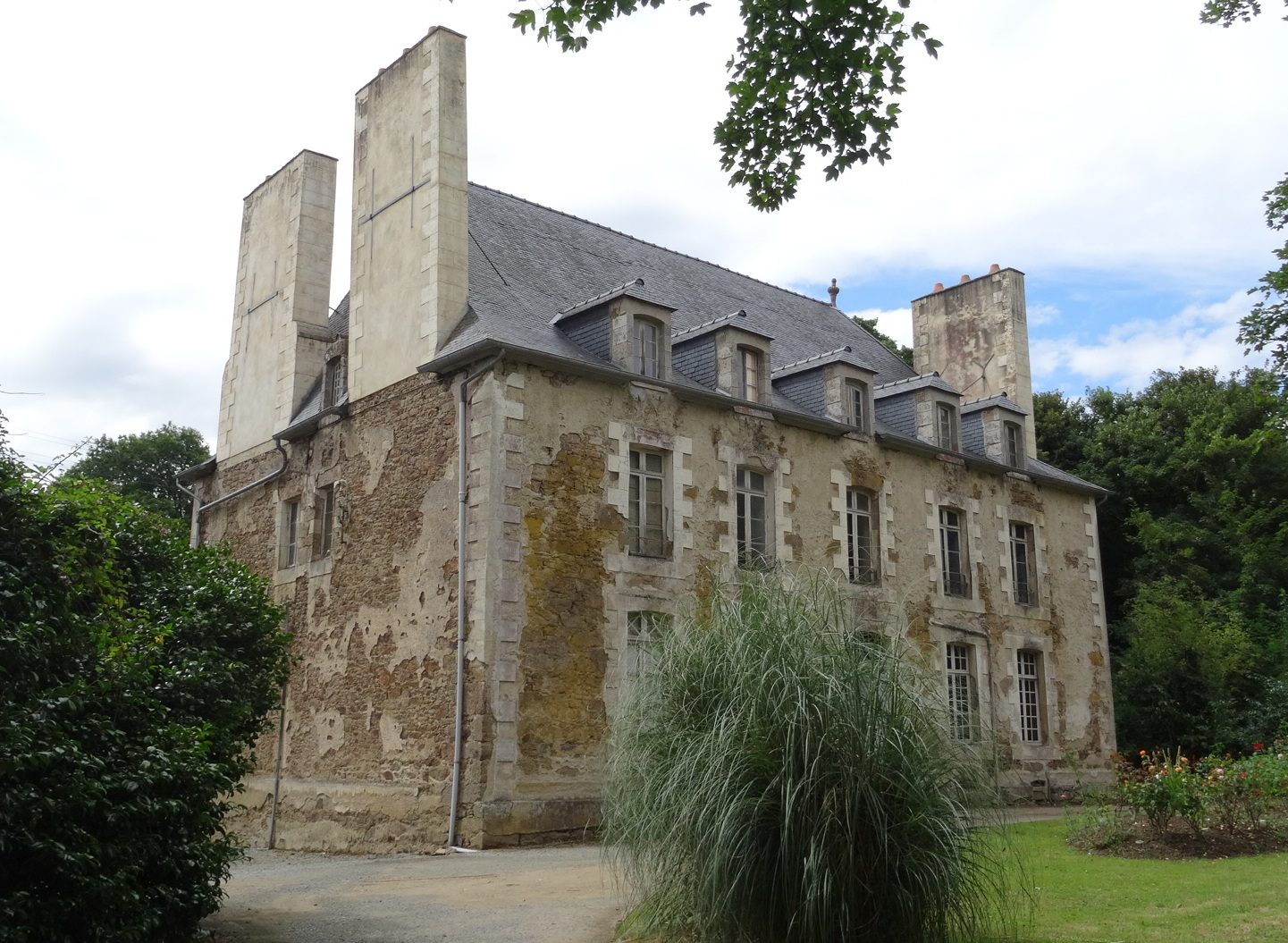
Le château de Monchoix : vue extérieure d'ensemble.

- le manoir de Boisfeuillet, XVIIe siècle,  Inscrit MH (1927, façades et toitures (cad. ZE 102))[38].

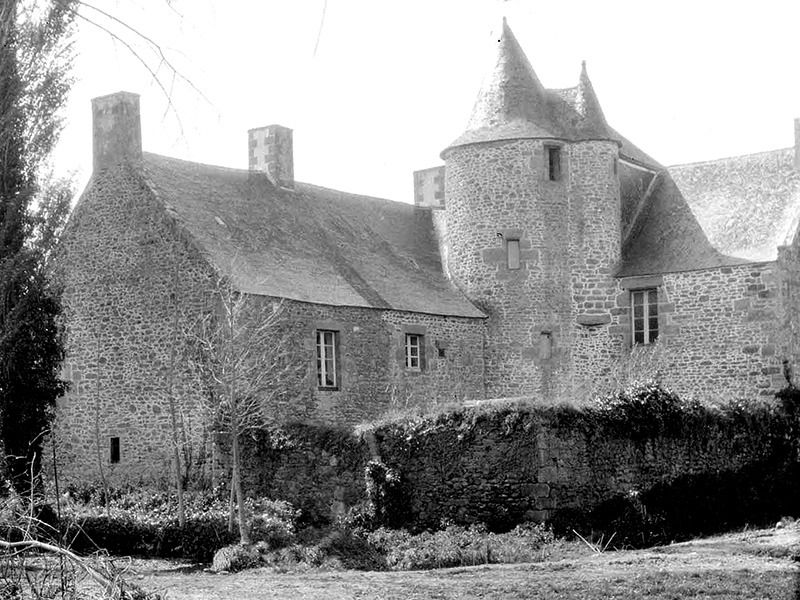
Le manoir de Boisfeuillet.

- le manoir du Plessix Meen et domaine du Plessix Meen, XIIIe et XVIIe siècles
- la croix monolithe, daté de 1780,  Inscrite MH (1926, Croix monolithe datée de 1780)[39].
- L'église Saint-Pierre[40].

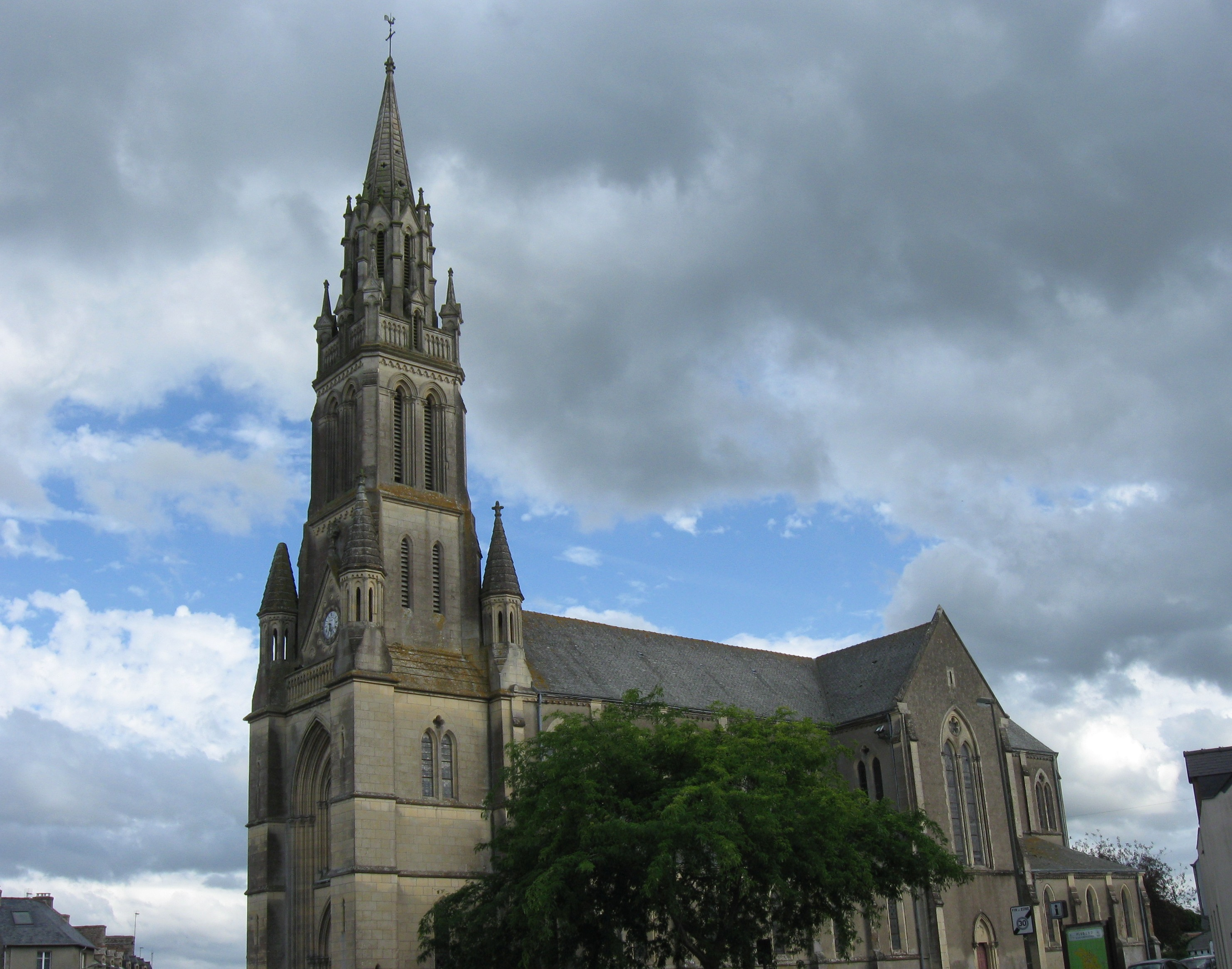
L'église Saint-Pierre : vue extérieure d'ensemble.
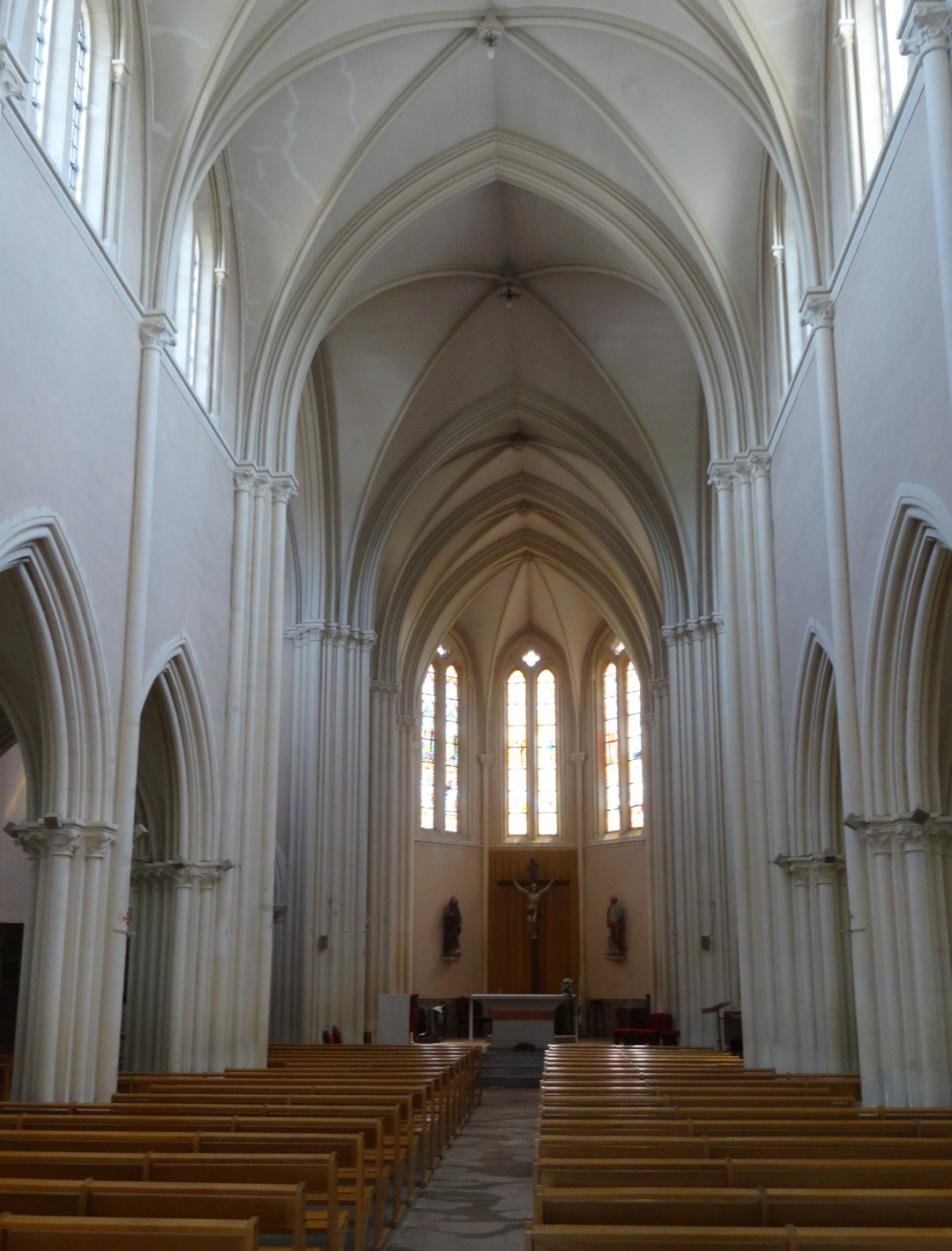
L'église Saint-Pierre : vue intérieure d'ensemble.

- La croix monolithe de la Ville Échet

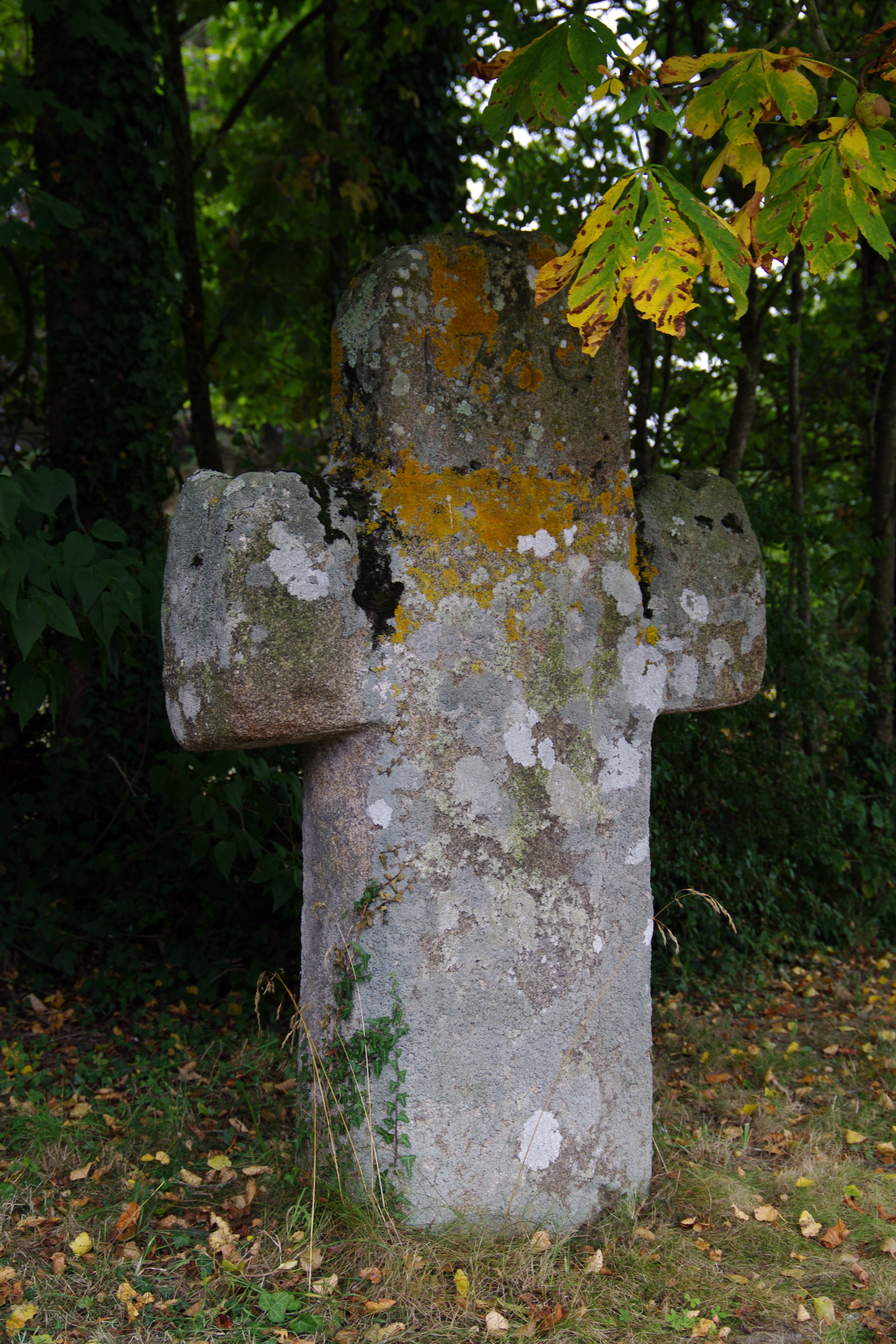
La croix monolithe de la Ville Échet.

### Personnalités liées à la commune
- Toussaint du Breil de Pontbriand (1776-1844), vicomte de Pontbriand, émigré, colonel d'infanterie dans la Chouannerie, puis colonel d’État-Major, décédé à Saint-Lormel et inhumé au cimetière de la commune.
- Henry du Boishamon (né le 4 mai 1776 au château de la Lande en Montauban décédé le 26 janvier 1848 au château de Monchoix en Pluduno), ancien officier de l'Armée catholique et royale, sous-préfet.
- Jean Gaubert (né en 1947), député, a été maire de la commune.
- Alphonse Margeot de la Ville-Meneuc (décédé le 22 mars 1834 à Dinan), auteur de divers ouvrages de philosophie.
- Hervé Berville, élu le 18 juin 2017 député LREM . Nommé Secrétaire d’État chargé de la Mer et de la Biodiversité le 8 février 2024. Né le 15 janvier 1990 à Madanzh-Buhimga (Rwanda). Orphelin Tutsi. Adopté par une famille de Pluduno.
- Le hameau de Lesquen, situé sur le territoire de la commune, est le berceau de la famille de Lesquen[41].